# القيود المفروضة على تيك توك في الولايات المتحدة
في أبريل 2024، وقع الرئيس الأمريكي جو بايدن على قانون " حماية الأمريكيين من التطبيقات الخاضعة للرقابة من الخصوم الأجانب "، والذي يحظر تيك توك إذا لم تقم بايت دانس بتصفية استثمارات مؤهلة في الشركة التابعة لها. أثارت منصة مشاركة الفيديو مخاوف بشأن جمع بيانات المستخدم المحتمل والتأثير على العمليات التي تقوم بها الحكومة الصينية . وقد أوقفت المحاكم وإدارة بايدن الجهود السابقة التي بذلتها إدارة ترامب لحظر التطبيق أو فرض بيعه.
في مايو 2024 قال المرشح الرئاسي السابق وعضو الكونجرس الأمريكي ميت رومني ان ما يدفع للحظر كان الكم غير المسبوق للمحتوى الذي يذكر فلسطين. وفي 8 ديسمبر 2023 تحدثت نيكي هيلي عن "ضرورة حظر تيكتوك" مساوية بين معاداة السامية ودعم حماس ومستخدمة ذلك كتبرير لضرورة الحظر، وبين المنظمات الداعمة لإسرائيل ضمن الطبقة السياسية التشريعية والتنفيذية الأمريكية، كان ورد عن جوناثان جرينبلات رئيس منظمة رابطة مكافحة التشهير التي تدعم إسرائيل وتساوي بين معاداة السامية وإنتقاد إسرائيل في تسريب صوتي يقول مشيرا لتراجع دعم إسرائيل بين الشباب :"لدينا مشكلة تيكتوك". كما أشير إلى أن الذي قدم مسودة قرار حظر تيكتوك عضو الكونجرس مايك غالاغير متلقيا أكثر "التبرعات" من مجموعة الضغط (اللوبي) لإسرائيل المسماة لجنة الشؤون العامة الأمريكية الإسرائيلية (تسمى اختصارًا أيباك).
في حين ان دونالد ترامب الذي كان يقود دعوات الحظر في فترة رئاسته الأولى، غيّر موقفه في مارس 2024 بعد لقائه ليصبح معارضا للحظر بعد لقائه "المتبرع" بمبالغ طائلة للحزب الجمهوري جيف ياسس الذي تملك شركته 15% من أسهم بايت دانس المالكة لتيكتوك.

## قيود فيدرالية
في شهر ديسمبر من عام 2019، حظر الجيش والبحرية الأمريكية تيك توك من أجهزة الحكومة بعد أن صنفته وزارة الدفاع كخطر أمني. قبل تغير السياسة، كان مجندو الجيش يستخدمون المنصة لجذب الشبان اليافعين. وتواصل نشر فيديوهات ترويجية غير رسمية على تيك توك تحت حسابات شخصية، الأمر الذي استجلب سخط المسؤولين الحكوميين، إلا أنها ساعدت أيضًا على زيادة عدد المجندين، إذ تمتلك العديد من الحسابات ملايين المشاهدات والمتابعين.

### إدارة ترامب الأولى (2017 - 2021)
في عام 2020، أعلنت حكومة الولايات المتحدة أنها كانت تنظر في حظر منصة التواصل الاجتماعي الصينية تيك توك بناء على طلب من دونالد ترامب، رئيس الولايات المتحدة الأمريكية، الذي رأى في التطبيق تهديدًا للأمن القومي. وكانت النتيجة موافقة الشركة الأم لتيك توك بايت دانس، التي كانت تخطط في البداية لبيع جزء صغير من تيك توك لشركة أمريكية، لتجريد تيك توك لتلافي حظر في الولايات المتحدة وبلدان أخرى كانت تنظر أيضًا في فرض حظر بسبب مخاوف تتعلق بالخصوصية، التي كانت ذاتها ترتبط معظم الأحيان بملكية الموقع من قبل شركة يقع مقرها في الصين.

### إيقاف عام 2025
في شهر يناير من عام 2025، بدأ مستخدمو تيك توك باستعراض خيارات «هجرة جماعية» إلى تطبيقات أخرى في حال حظر موقع تيك توك. في 13 من شهر يناير، بدأ العديد من مستخدمي تيك توك الأمريكيين تحميل تطبيق تشياوهونغشو (أو ريدنوت) الصيني والانتقال إلى استخدامه، وهو تطبيق شبيه بإنستاغرام وتيك توك احتجاجًا على الحظر. انتشر هاشتاغ «#tiktokrefugee» ومصطلح لاجئ من تيك توك على موقع ريدنوت، واستخدم من قبل كل من المستخدمين الصينيين والأمريكيين. وأصبح التطبيق الأكثر تحميلًا من بين التطبيقات المجانية على آبل ستور، وكسب ملايين المستخدمين الأمريكيين بحلول 16 من شهر يناير. عمل المشرفون على موقع ريدنوت ساعات إضافية لترجمة المحتوى إلى اللغة الإنجليزية واستيعاب تدفق المستخدمين الجدد.
في 18 من شهر يناير، عند الساعة 30:10 تقريبًا حسب التوقيت الشرقي، علق موقع تيك توك على نحو مؤقت خدماته في الولايات المتحدة الأمريكية بعد رفض شركة بايت دانس تجريدها قبل المهلة النهائية لقانون حماية الأمريكيين من التطبيقات المسيطر عليها من قبل أعداء أجانب. حذف التطبيق من متجري آبل ستور وجوجل بلاي للمستخدمين في الولايات المتحدة، ليستثنيهم فعليًا من تحميل التطبيق على معظم أجهزة الخليوي. وتلقى المستخدمون الذين كانوا ما يزالون يحتفظون بالتطبيق على أجهزتهم رسالة عن خطأ تعلمهم أن الخدمة لم تعد متاحة في الولايات المتحدة، وظهر للمستخدمين الذين كانوا يتصفحون الموقع رسالة مماثلة عن خطأ. كان بوسع المستخدمين تحميل بيانات حساب تيك توك الخاص بهم وتسجيل الدخول عبر الموقع، على الرغم من تعطيل جميع الوظائف الاجتماعية، مثل التحميل أو الرفع أو المشاهدة أو التعليق أو استعراض الصفحات الشخصية. وتبع ذلك إيقافات مماثلة لتطبيقات على صلات مع شركة بايت دانس مثل مارفيل سناب وموبايل ليجيندز: بانغ بانغ وكاب كت وليمون إيت وتوكوبيديا.
بعد ساعات على إيقاف الخدمات، أشار الرئيس المنتخب دونالد ترامب على تروث سوشل أنه سيصدر مرسومًا تنفيذيًا يوم تنصيبه «لتمديد الفترة الزمنية قبل سريان مفعول الحظر القانوني». عند الساعة ال12 ليلًا حسب المنطقة الزمنية الشرقية في 19 من شهر يناير، بدأ موقع تيك توك بإعادة خدماته. وفي منشور على موقع إكس، ذكر موقع تيك توك أن الرئيس ترامب قدم «ضمانات لمزودي خدماتنا أنهم لن يواجهوا أي عقوبات». ولاحقًا من اليوم نفسه، ذكر المتحدث باسم البيت الأبيض مايك جونسون «أعتقد أننا سنطبق القانون» وأنه يتوقع أن موقع تيك توك سيعود متاحًا من جديد على متاجر التطبيقات فقط بعد أن يطبق ترامب «تجريدًا حقيقيًا وتغييرًا في الأيدي والملكية» لتيك توك من بايت دانس لشركة أمريكية. أعاقت شركتا آبل وجوجل جهودًا من تيك توك لإعادة التطبيق على متجريهما الخاصين بالتطبيقات. وامتدح عضو مجلس الشيوخ توم كوتن هذا الأمر، وحذر الشركات التي تساعد في الإبقاء على تيك توك أو تساهم بنشره من أنها «قد تواجه غرامة بمئات ملايين أو مليارات الدولارات تحت طائلة المسؤولية بموجب القانون».
في 20 من شهر يناير، والذي كان أول أيامه في ولايته الثانية، حدد ترامب، عبر مرسوم تنفيذي، فترة تمتد 75 يومًا يعلق خلالها تطبيق قانون حماية الأمريكيين من التطبيقات المسيطر عليها من قبل أعداء أجانب. اقترح المرسوم أيضًا أن حماية من المسؤولية ستوفر للشركات التي تقدم خدمات تيك توك خلال تلك الفترة. وذكر ترامب أنه إدارته ستعمل نحو إتمام صفقة «تمتلك الولايات المتحدة بموجبها 50٪ من ملكية مشروع مشترك». في 25 من شهر يناير، ذكرت أخبار متداولة أن المفاوضات كانت جارية لصفقة تستوجب استحواذًا على عمليات تيك توك الأمريكية من قبل شركة أوراكل والمستثمرين الأمريكيين، لتتصدى لمخاوف تتعلق بالأمن القومي، مع توقع صدور قرار في غضون 30 يومًا. وستحتفظ شركة بايت دانس بحصة في حين ستدير أوراكل تحديثات البيانات والبرامج.